# Hiei (schip, 1914)
De Hiei (Japans: 比叡) was een Kongōklasse slagschip van de Keizerlijke Japanse Marine. In de Tweede Wereldoorlog werd ze vooral ingezet in de Pacifische oorlog. De 'Hiei' was genoemd naar de berg Hiei, die ten noordoosten van Kioto ligt. 

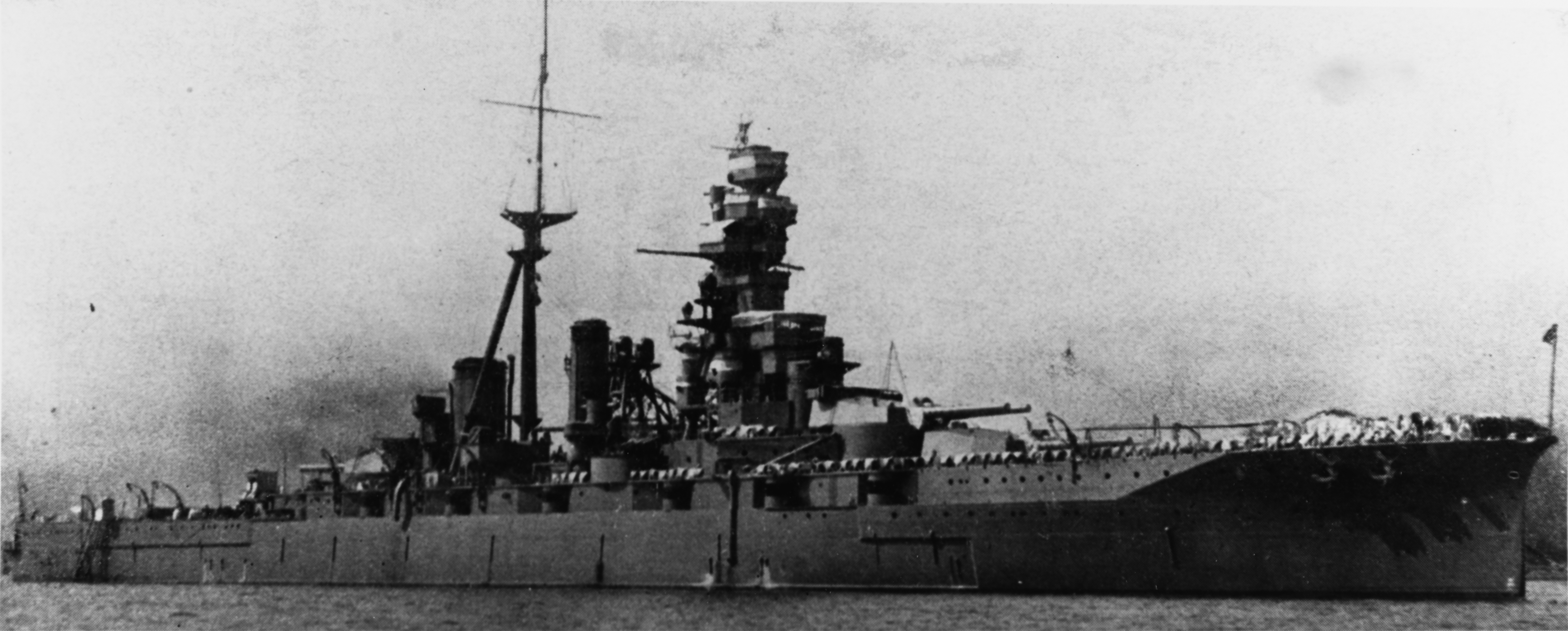
Hiei

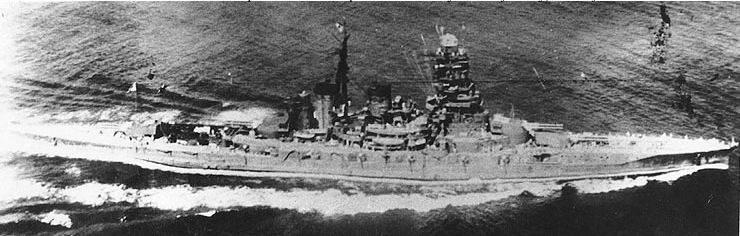
De Hiei in actie

Samen met de Kongo, de Kirishima en de Haruna maakte de Hiei deel uit van de Kongoklasse. Alle vier gingen verloren tijdens de oorlog. De Haruna pas op 28 juli 1945 toen ze in de haven gebombardeerd werd en zonk.
Met de bouw van het slagschip "Hiei" werd door de Kaigun Koshowerf van Yokosuka begonnen in november 1911. De bouw was voltooid in augustus 1914, vlak voor het begin van de Eerste Wereldoorlog. Na moderniseringen werd ze omstreeks 1931 geclassificeerd als slagkruiser.

## Eerste Wereldoorlog
Na de Eerste Wereldoorlog werd de voortstuwing van het schip verbeterd om de snelheid te verhogen. Ook werd in verband met de verdediging tegen aanvallen met torpedo's de bepantsering versterkt.
De 'Hiei' was enige tijd voor de Tweede Wereldoorlog de eer gegund om ter gelegenheid van een vlootparade keizer Hirohito aan boord te mogen ontvangen.

## Tweede Wereldoorlog
De 'Hiei' was ondanks haar enigszins gedateerde ontwerp tamelijk snel voor een slagschip. Om die reden was ze ingedeeld bij een eskader ter bescherming van vliegkampschepen.
De "Hiei" nam als onderdeel van zo'n eskader deel aan de aanval op Pearl Harbor op 7 december 1941 en had een aandeel in het tot zinken brengen van de Amerikaanse torpedobootjager USS Edsall (DD-219) op 1 maart 1942.
Ze was ook actief in de Indische Oceaan in de strijd met de Britse 'Oostelijke Vloot' in april 1942. De "Hiei" beschermde de invasievloot tijdens de Slag bij Midway begin juni 1942, en nam deel aan de Slag bij de Oostelijke Salamonseilanden in augustus 1942 en de slag bij de Santa Cruzeilanden in oktober 1942.

### Het einde
In de Zeeslag bij Guadalcanal, op 13 november 1942, ging de "Hiei" voorgoed verloren. Het slagschip onder bevel van kapitein-ter-zee Nishida Masao met de vlag van de viceadmiraal Hiroaki Abe in top, kreeg dertig 203-mm (8-inch) granaattreffers van de Amerikaanse kruisers USS San Francisco (CA-38) en de USS Portland (CA-33) en vele 127-mm (5-inch) treffers van lichte kruisers en torpedobootjagers te incasseren.
Het vuurleidingssysteem voor het geschut werd volledig uitgeschakeld. De bovenopbouw werd in brand geschoten, wat het leven kostte van 188 bemanningsleden. De bepantsering werd in de vuurzee roodgloeiend. Vitaal was de schade aan het algemene stuurwerk die terugtrekking onmogelijk maakte.
Na het aanbreken van de dag werd het brandende slagschip nog eens herhaaldelijk aangevallen door Grumman TBF Avengertorpedovliegtuigen van de Amerikaanse marine, afkomstig van Henderson Field. TBF's tezamen met Douglas SBD Dauntlessduikbommenwerpers van de USS Enterprise (CV-6) en B-17 Flying Fortress-bommenwerpers van de USAAF gestationeerd op Espiritu Santo, ondernamen in totaal 70 raids op de reeds zwaarbeschadigde Hiei die zich probeerde terug te trekken. Ten slotte werd bevel gegeven het schip te verlaten. Onduidelijk is gebleven wat de directe aanleiding tot de ondergang van de slagkruiser is geweest. Het is goed mogelijk dat de eigen bemanning daartoe de laatste duw heeft gegeven. Zeker is dat het schip verging op 13 november 1942. Met de achtersteven eerst, zonk ze tussen 19:00u en 01:00 u op de positie 09°00' zuiderbreedte en 159°00' oosterlengte.

## Hiei (slagschip)
- Type: Slagschip Keizerlijke Japanse Marine
- Klasse: Kongoklasse
- Besteld: 1911
- Gebouwd: 4 november 1911
- Te water gelaten: 21 november 1912
- In dienst gesteld: 4 augustus 1914
- Tot zinken gebracht: Gezonken bij het eiland Savo nabij Guadalcanal, op 13 november 1942

### Technische gegevens
- Waterverplaatsing: 36.600 ton
- Lengte: 222 m
- Breedte: 31 m
- Diepgang: 9,70 m
- Vermogen: Stoomturbines, 4 schroeven
- Snelheid: 30 knopen (56 km/h)
- Reikwijdte: 10.000 zeemijl aan 14 knopen
- Bemanning: 1.360 man

### Bewapening
- 8 x (14-inch) 357-mm kanonnen
- 16 x (6-inch) 152-mm kanonnen
- 8 x (5-inch) 127-mm kanonnen voor dubbel gebruik op 118 x 25-mm luchtafweer snelvuurkanonnen